# گیلزربرگ
گیلزربرگ (به آلمانی: Gilserberg) یک شهر در آلمان است که در شوالم-ادر واقع شده‌است. گیلزربرگ ۳٬۳۵۴ نفر جمعیت دارد.